# Годзиш, Игорь Викторович
И́горь Ви́кторович Го́дзиш  (укр. Ігор Вікторович Годзіш; род. 9 ноября 1969, Волочиск, Хмельницкая область, Украинская ССР) — российский государственный деятель. Глава муниципального образования «Город Архангельск» (2015—2020).

## Образование
- окончил в 2002 филиал Санкт-Петербургского Государственного Морского технического университета в Северодвинске («Севмашвтуз»)
- окончил в 2006 Поморский государственный университет им. М. В. Ломоносова.
- участник Президентской программы подготовки управленческих кадров.

## Биография
В 1988 — 1990 годах проходил срочную службу в армии в городе Печора Республика Коми.
С 1990 года электромонтёр на машиностроительном заводе оборонного комплекса «Севмаш». Затем мастер на различных производственных участках.
С 2003 года главный энергетик — начальник отдела главного энергетика в энергомеханическом управлении ОАО «Севмаш».
С марта 2012 года министр энергетики и связи Архангельской области, затем министр топливно-энергетического комплекса и жилищно-коммунального хозяйства Архангельской области.
С 4 декабря 2015 года — глава муниципального образования «Город Архангельск».
19 октября 2020 года ушёл в отставку по собственному желанию.

## Почётные звания и награды
- Почётная грамота Минпромэнерго РФ[6].
- Почётная грамота губернатора Архангельской области.
- Почётное звание «Заслуженный энергетик  Российской Федерации» (2009)[7].

## Личная жизнь
Женат, воспитывает сына и дочь.